# Bate-bico
O bate-bico é uma espécie de ave passeriforme da família Furnariidae, monotípica do gênero Phleocryptes. Nativo do Cone Sul e do centro-oeste da América do Sul.

## Etimologia
O nome do gênero Phleocryptes deriva do grego phleōs, "junco", e kruptō, "esconder", significando "que se esconde no junco"; o nome da espécie, melanops, provém do grego melas, melanos, "preto", e ōps, ōpos, "face", significando "de face preta".

## Distribuição e habitat
As subespécies se distribuem de forma disjunta: desde o sudeste do Brasil, para o sul por Uruguai, e Argentina  até a Patagônia e o centro do Chile; alguns migram até o sul do Paraguai no inverno; na costa árida do noroeste do Peru; no planalto do sul do Peru e Bolívia até o noroeste da Argentina e o norte do Chile.
Esta espécie é considerada bastante comum em seu hábitat natural, os pântanos tanto de água doce quanto salobra, desde o nível do mar até os 4300 m de altitude. Frequentemente é vista no mesmo ambiente que o papa-piri (Tachuris rubrigastra).

## Descrição
Mede entre 13 e 14 cm de comprimento e pesa entre 11 e 16 g. Apresenta cabeça de cor pardo-escuro com uma grande linha superciliar branca ou creme; as costas são escuras com manchas cinza; a garganta, o peito e o ventre são brancos com flancos acinzentados; as asas escuras, com o encontro de coloração castanho-avermelhado; as coberteiras são vermelhas e a cauda escura. O bico é fino e pontiagudo de cor castanho-escuro e as patas são marrons.

## Comportamento
É um pássaro inquieto. Forrageia solitário ou em pares, procurando alimento no barro ou na vegetação flutuante.

### Alimentação
Caça insetos na superfície da água ou entre a vegetação das áreas pantanosas.

### Reprodução
O ninho é elaborado e exposto, construído com palha, barro e, internamente, penas. É de forma esférica alargado na vertical, com entrada pequena lateral circular, protegida da água por um pequeno peitoril e fixado com barro entre folhas entrelaçadas de taboasTypha, raramente em outras plantas; às vezes está sobreposto a restos de ninhos velhos. A fêmea põe dois ou três ovos azuis de 20 por 16 mm. A construção do ninho demora de oito a dez dias e o período de incubação é de dezesseis dias. Os filhotes são alimentados pelos dois pais e permanecem no ninho por entre quatorze a dezesseis dias.

## Taxonomia
A espécie P. melanops foi descrita pela primeira vez pelo naturalista francês Louis Jean Pierre Vieillot em 1817 sob o nome científico Sylvia melanops, sendo a localidade-tipo o Paraguai.
O gênero monotípico Phleocryptes foi proposto pelos ornitólogos alemães Jean Cabanis e Ferdinand Heine Sr em 1859.